# Marek Trněný
Marek Trněný (* 22. června 1960 Zlín) je český lékař a pedagog, profesor klinické onkologie, přednosta I. interní kliniky – hematologie Všeobecné fakultní nemocnice (VFN) a přední odborník na krevní nádorová onemocnění.
Po absolvování Fakulty všeobecného lékařství UK (FVL UK) v Praze pracoval do roku 1989 na Ústavu hematologie a krevní transfuze (ÚHKT). Od roku 1990 působí ve Všeobecné fakultní nemocnici a na 1. lékařské fakultě Univerzity Karlovy (1. LF UK) v Praze. Od roku 2008 je přednostou I. interní kliniky – hematologie VFN. V roce 2009 byl jmenován profesorem klinické onkologie a v letech 2009–2013 byl ředitelem ÚHKT.

## Biografie
Marek Trněný se narodil 22. června 1960 ve Zlíně. Již během studia na gymnáziu v Kralupech se zajímal o biologii a dojížděl do Prahy do biologického kroužku. Vystudoval Fakultu všeobecného lékařství UK v Praze a ve třetím ročníku začal pracovat na hematologii jako pomocná vědecká síla.
Po absolvování FVL UK pracoval do roku 1989 na ÚHKT. V roce 1990 se stal sekundárním lékařem na I. interní klinice VFN v Praze. Postupně absolvoval rezidenturu a stáže a získal atestace v oborech vnitřní lékařství I. a II. stupně, hematologie a transfuzní lékařství a klinická onkologie. V lednu 2008 se stal přednostou I. interní kliniky, obhájil profesuru a v následujícím roce byl jmenován profesorem lékařské onkologie. V letech 2009–2013 byl ředitelem ÚHKT.
Patří mezi přední odborníky v hematoonkologii, je autorem či spoluautorem více než 500 odborných publikací a členem řady mezinárodních vědeckých organizací. Celoživotním oborem jeho zájmu je moderní terapie krevních nádorových onemocnění, zejména lymfomu a chronické lymfocytární leukémie, cílená léčba a transplantace kmenových buněk. Od roku 1993 vede na I. interní klinice transplantační jednotku kostní dřeně a od roku 1998 stojí v čele lymfomového programu. Je zakládajícím členem a od roku 2003 předsedou Kooperativní lymfomové skupiny (Czech lymphoma study group). Inicioval a redigoval národní doporučené postupy pro diagnostiku a léčbu lymfomů.